# Райли (окръг)
Вижте пояснителната страница за други значения на Райли.
Окръг Райли (на английски: Riley County) е окръг в щата Канзас, Съединени американски щати. Площта му е 1611 km², а населението - 62 826 души. Административен център е град Манхатън.